# ممارسة مهنية لتحليل السلوك
هو أحد مجالات تحليل السلوك، أما المجالات الأخرى فهي السلوكية الراديكالية، والتحليل التجريبي للسلوك، وتحليل السلوك التطبيقي. الممارسة المهنية لتحليل السلوك هي عملية تنفيذ تدخلات على العميل موجهة من خلال أساسيات السلوكية والبحث في كل من التحليل التجريبي للسلوك وتحليل السلوك التطبيقي. تسعى الممارسة المهنية إلى تغيير السلوك بأقصى حد من الدقة والفعالية في حالات محددة. محلل السلوك هو فرد محترف في مجال الصحة العقلية ويمكن أيضًا، في بعض الحالات، أن يكون حاصلًا على رخصة أو شهادة أو وثيقة تسجيل بصفته محلل سلوك. وفي حالات أخرى، لا توجد قوانين تنظم ممارستهم، ولذلك، قد تُحظر هذه الممارسة لأنها تندرج ضمن تعريف ممارسة محترفي مجال الصحة العقلية الآخرين. ولكن هذا يتغير بسرعة إذ يزداد شيوع محللي السلوك أكثر فأكثر.
وهذه الممارسة هي مجال مهجن من الإرشاد، وعلم النفس، والتعليم، والتربية الخاصة، واضطرابات التواصل، والمعالجة النفسية، ونظام الشرطة والقضاء. ويملك كمجال مؤتمرات ومنظمات وعمليات إصدار شهادات وجوائز خاصة به. 

## تعريف نطاق الممارسة
يُعرّف تحليل السلوك من قبل مجلس اعتماد محلل السلوك كالتالي:
تطور مجال تحليل السلوك من خلال الدراسة العلمية لمبادئ التعليم والسلوك. يملك فرعين أساسيين: تحليل السلوك التطبيقي والتجريبي. تحليل السلوك التجريبي (إي إيه بي) هو العلم الأساسي لهذا المجال جمّع على مدى عقود عديدة مؤلفات بحثية محترمة ومهمة. تؤمن هذه المؤلفات الأساس العلمي لتحليل السلوك التطبيقي (إيه بي إيه)، والتي هي علوم تطبيقية تطور طرائق تغيير السلوك ومهنة توفر خدمات لتلبية الاحتياجات السلوكية المتنوعة. باختصار، يُشرك محترفو تحليل السلوك التطبيقي في الاستخدام المحدد والشامل لمبادئ التعلم، بما فيها التعلم الاستثابي والاستجابي، لتؤمن الحاجيات السلوكية للأفراد المتغيرة والواسعة في أطر متعددة. ومن أمثلة هذه التطبيقات: ضبط سلوك الأطفال في إطار المدرسة؛ بتحسين مواهب، وخيالات الأطفال والبالغين ذوي إعاقات مختلفة؛ وتدريب الحيوانات؛ وزيادة أداء ورضا الموظفين في المنظمات والشركات.
وكما ورد سابقًا، يعتمد تحليل السلوك على الإشراط الاستثابي والكلاسيكي (الاستجابي). يتضمن تحليل السلوك التطبيقي استخدام التعامل مع السلوكيات، والهندسة السلوكية، والعلاج السلوكي. تحليل السلوك هو نهج فعال، يعتمد على المحيط.
يُرخص حاليًا في الولايات المتحدة لبعض محللي السلوك من حملة الماجيستير: بينما يعمل الآخرون بشهادة عالمية حيث يكون الترخيص غير متاح، وعلى الرغم من ذلك قد لا تسمح بعض الولايات أو السلطات بهذا. يُرخص لحملة الدكتوراة كأخصائيين نفسيين مع دبلوم في العلاج النفسي السلوكي أو كمحللين سلوك مُرخصٌ لهم. وعلى أي حال، لا يُسمح لحملة الدبلوم الممارسة في كل الولايات ويجب مراجعة القانون الرقابي لكل ولاية لمعرفة ملاءمة وقانونية الممارسة.

### الشهادة
يقدم مجلس اعتماد محلل السلوك (بي إيه سي بي) شهادة فنية في تحليل السلوك. تقدم الجمعية الأمركية النفسية دبلوم (بعد الدكتوراة وشهادة الترخيص) في علم النفس السلوكي.

### معنى الشهادة
بي إيه سي بي هي منظمة خاصة غير ربحية وبدون سلطة حكومية تنظم ممارسة تحليل السلوك. وعلى أي حال، تملك صلاحية إيقاف وسحب الشهادة من حامليها في حال خرقهم إرشادات الممارسة الأخلاقية الصارمة. لا تملك العديد من الولايات قانون ترخيص، وقد يكون هذا كافيًا لردع المخالفين لأنها تلغي قدرتهم على العمل في الولاية، والمدراس، وشركات التأمين، باستخدام هذه الشهادة. بينما تعني شهادة بي إيه سي بي أن المتقدمين للوظيفة استوفوا كامل شروط تدريب محلل السلوك، إذ تتيح الشهادة الممارسة المستقلة لهم في نطاق ممارستهم وتدريبهم. ولذلك، يجب على محللي السلوك حاملي شهادة المجلس «بي سي بي إيه» الذين لم يتدربوا على العمل مع الأطفال المشخصين بالتوحد ولم يعملوا معهم سابقاً ألا يجربوا العمل بشكل مستقل (أمثال الذين يمتهنون التسويق، أو الهندسة، أو المجالات الموافقة الأخرى التي فيها عمل بي سي بي إيه). وتعترف أيضًا معظم شركات التأمين الصحية بمؤهلات بي سي بي إيه بصفتهم يملكون القدرة للممارسة المستقلة في عدة ولايات (بما فيها كاليفورنيا عند الإقرار الأخير لإس بي 946 إلى القانون).
مازالت سلطات بعض الولايات تطالب بالشهادة لكي ترخص الممارسة المستقلة عند معالجة مشاكل الصحة السلوكية أو الطبية، وكما أنشأت عدد من الولايات بما فيها أريزونا ونيفادا برنامج ترخيص بي سي بي إيه خاص بها (راجع رجاءً موقع بي إي سي بي للقائمة الكاملة). يجب على المجازين المرخصين العمل ضمن نطاق ترخيصهم ومجالات خبرتهم. وبينما تنظم الحكومة خدمات محلل السلوك، يمكن للمجازين غير المرخص لهم العمل تحت إشراف محترفين مرخص لهم ضمن نطاق ترخيص مشرفيهم عند معالجة الاضطرابات في حال كانت السلطة تسمح بعملية المراقبة هذه. لا يحتاج المجازون غير المرخص لهم المقدمون لتدريب على التحليل السلوكي لأهداف تعليمية أو لتصرف أفضل إلى إشراف من هو مرخص له، ما لم يمنع القانون أو العرف هذه الممارسة. وعندما لا تنظم الحكومة معالجة الاضطرابات الطبية أو النفسية، يجب على المجازين الممارسة وفقًا لقوانين ولايتهم، أو مقاطعتهم، أو بلدهم. ويجب على جميع المجازين الممارسة ضمن مجالات خبرتهم الشخصية.

### الترخيص
نُقّح قانون الترخيص الحديث لمحللي السلوك عدة مرات ليعكس أفضل الممارسات والقوانين. تضمنت النسخ السابقة بنودًا تجعله من الناحية العملية أكثر صعوبة وذلك عند تحصيل ساعات الخبرة الضرورية والممارسة المستقلة كأخصائي نفسي سريري.
عندما يُرخص للشخص، تبقى لجنة الترخيص وكذلك الـبي إيه سي بي تراقب الحماية العامة، يتأكد كلاهما تلقي الشخص تعليمًا مستمرًا كافيًا، ويتحريان أيضًا عن الشكاوى الأخلاقية. منذ فبراير عام 2008، أصبح لدى كل من إنديانا، وأريزونا، وماساتشوستس، وفيرمونت، وأوكلاهوما، وبقية الولايات تشريعٌ يتعلق بإنشاء ترخيص لمحللي السلوك. كانت بنسيلفانيا أول ولاية في عام 2008 ترخص لأخصائي السلوك تغطية تحليل السلوك. وبعد أقل من ثلاثة أسابيع، أصبحت أريزونا أول ولاية ترخص لمحللي السلوك. وأقرت أيضًا ولايات أخرى مثل نيفادا وويسكونسن ترخيص التحليل السلوكي.
في كاليفورنيا عام 2011، بعد فشل مشروع قانون إنشاء ترخيص لبي سي بي إيه، أقرت الحكومة عوضًا عن هذا إس بي 946 والذي فرض على جميع وكالات التأمين غير القانونية الدفع للـبي سي بي إيه عن المعالجة السلوكية عند معالجة التوحيد، ابتداءً من عام 2012. وعلى عكس العديد من مشاريع القانون الضعيفة التي تفرض على التامين تغطية التوحد، لا يفرض إس بي 946 حاليًا غطاء تعسفيًا للخدمات تبعًا للعمر أو كمية التمويل –وتكون هذه مشابهة للمعالجات الأخرى أمثال النويات القلبية أو الحالات المزمنة الأخرى.

### تحليل الممارسات المهنية في مجال التعليم
تحليل الممارسات المهنية لأجل تكوين مدرس مهني متبصر.
شهد التعليم تطورًا ينسجم مع التحولات العامة والظروف الاقتصادية والاجتماعية، فتحول بذلك من رسالة إلى مهنة. ولما كانت شروط ممارسة المهنة تتطور باستمرار، بات المدرسون يتكيفون معها ويرفعون تحديات جديدة جعلت ملامح مهنتهم تتغير بالتوازي مع ظروف الممارسة ووسائل العمل وتضاؤل الموارد في معظم البلدان.
وبصرف النظر عن مشاكل المهنة، أصبحت وظيفة المدرس على درجة عالية من التعقيد، إذ يتطلب الأمر تحصيل معارف متعددة واكتساب مهارات دقيقة لتيسير مهمة التدريس والنجاح في التواصل مع أولياء المتعلمات والمتعلمين، وكذا مع الزملاء والمحيط.
وقد أصبح المطلوب من المدرس في ظل هذه الظروف، أن يكون قادرًا على التعامل مع كل جديد، ومستعدًا لقبول التغيير ومعالجة المشاكل وتفهم الأوضاع المعيشية المتعددة الأبعاد، فالمفروض في المدرس المحترف القدرة على التعامل مع الأوضاع على تعقيدها وتحمل مسؤولياته كاملة والتصرف المتبصر بناءً على منطق التحليل المهني.

## نماذج تقديم الخدمة

### تعاريف
يمكن لخدمات تحليل السلوك أن تقدَّم بأشكال علاجية مختلفة، تتضمن:
- استشارة: نموذج غير مباشر يعمل الاستشاري به لتغيير سلوك العميل.
- المعالجة: (فردية، أو ضمن مجموعة، أو عائلية) والتي يعمل بها المعالج مباشرةً مع الشخص يملك عدة اضطرابات لتخفيفها.
- الإرشاد: يعمل المرشد مباشر مع شخص يملك مشاكل ولكن بدون اضطرابات.
- تدريب: يعمل المدرب خلاله مع شخص لتحقيق هدفه في الحياة.